# Live on the Edge of Forever
A Live on the Edge of Forever az amerikai Symphony X első koncertlemeze, melyet 2000-es és 2001-es európai turnéjukon rögzítettek. A két korongon sok különbség hallható az eredeti stúdiós dalokhoz képest, például a Through the Looking Glass extra részekkel gazdagodott, de az epikus The Divine Wings of Tragedy is tartogatott meglepetéseket a rajongók számára.
A kiadvány 2001. november 13-án jelent meg az InsideOut Music kiadásásban.

## Számlista

### Első lemez
1. Prelude – 1:40
2. Evolution (The Grand Design) – 5:18
3. Fallen / Transcendence – 6:30
4. Communion and the Oracle – 7:39
5. The Bird-Serpent War – 3:39
6. On the Breath of Poseidon – 5:09
7. Egypt – 7:05
8. The Death of Balance / Candlelight Fantasia – 5:52
9. The Eyes of Medusa – 4:32

### Második lemez
1. Smoke and Mirrors – 6:36
2. Church of the Machine – 7:21
3. Through the Looking Glass – 14:09
4. Of Sins and Shadows – 7:22
5. Sea of Lies – 4:05
6. The Divine Wings of Tragedy – 19:54

## Zenészek
- Russell Allen – ének
- Michael Romeo – gitár
- Michael Pinnella – billentyűsök
- Michael Lepond – basszusgitár
- Jason Rullo – dob